# Schaenicoscelis viridis
Schaenicoscelis viridis is een spinnensoort in de taxonomische indeling van de lynxspinnen (Oxyopidae).
Het dier behoort tot het geslacht Schaenicoscelis. De wetenschappelijke naam van de soort werd voor het eerst geldig gepubliceerd in 1927 door Cândido Firmino de Mello-Leitão.